# Partido de la República Islámica
El Partido de la República Islámica (حزب جمهوری اسلامی o, por sus siglas, PRI) fue un partido político iraní creado en el año 1979 para promover la instauración de la república islámica en la Revolución Iraní, de acuerdo con la orientación del ayatolá Ruhollah Jomeini. Se autodisolvió en mayo de 1987 tras haber conseguido sus objetivos.

## Fundadores
El partido fue fundado por Mohammad Yavad Bahonar, Mohammad Beheshtí, Akbar Hashemí Rafsanyaní, Alí Jamenei y Abdolkarim Musaví-Ardabilí, mulás cercanos a Ruhollah Jomeini para prestarle el apoyo popular.

## Características
El Partido de la República Islámica se caracterizaba por su fuerte componente islámico, su rotundo apoyo a Jomeini, su gran oposición a los principios del liberalismo económico, y su apoyo a las organizaciones revolucionarias. Dichas políticas se soportarían con la nacionalización de capital de grandes empresas, el establecimiento de un sistema universitario y cultural islámico, así como diversos programas de ayuda a los pobres y marginados.

## Disolución
A finales de la década de 1980, a la vez que las divisiones entre las distintas facciones del partido crecían, se produjo el estallido de la guerra entre Irán e Irak y Teherán necesitaba buscar una mayor apertura internacional para mejorar sus políticas económicas.
Además, era el único causante de la mala situación del país, ya que el resto de partidos habían sido ilegalizados, dado el sistema autoritario de los ayatolás.

## Líderes
| Presidente - Mohammad Beheshtí (1979–1981) - Mohammad Yavad Bahonar (1981) - Alí Jamenei (1981–1987) | Vicepresidentes - Hasán Ayat (1979–1981) - Mir Hosein Musaví (1981–1987) |